# Aeroporto Internazionale di Xiamen Gaoqi
L'Aeroporto Internazionale di Xiamen Gaoqi (厦门高崎国际机场T) (IATA: XMN, ICAO: ZSAM) è uno scalo aeroportuale civile cinese situato a circa 10 km a nord-est della città di Xiamen, città sub-provinciale e principale centro abitato dell'omonima isola, distretto di Huli, provincia del Fujian.
La struttura, posta a un'altitudine di 18 m s.l.m., è dotata, tra gli altri, di due terminal passeggeri e di una pista con superficie in asfalto lunga 3400 m e larga 45 m (11 155 x 148 ft) con orientamento 05/23. La zona di volo è classificata 4E
L'aeroporto, gestito dallo Xiamen International Airport Group Co., Ltd.(XIAGC), è aperto al traffico commerciale ed è hub per le compagnie aeree XiamenAir e Shandong Airlines.

## Storia
La costruzione dell'aeroporto venne avviata all'inizio degli anni ottanta, grazie anche alla collaborazione tra il governo cinese e quello del Kuwait, che decise di investire nella realizzazione della struttura con propri capitali.
L'inaugurazione avvenne il 10 gennaio 1982, tuttavia per l'ufficiale apertura al traffico si dovette attendere un altro anno, il 22 ottobre 1983, con il primo volo Xiamen-Shanghai.